# Cystoderma carcharias
Cystoderma carcharias (Christian Hendrik Persoon, 1794, ex Victor Fayod, 1889), sin. Lepiota carcharias (Christian Hendrik Persoon, 1794, ex Petter Adolf Karsten, 1879), din încrengătura Basidiomycota,  în familia Agaricaceae și de genul Cystoderma este o specie de ciuperci răspândită, saprofită ce descompune materia organică moartă și necomestibilă. O denumire populară nu este cunoscută. Bureții trăiesc în România, Basarabia și Bucovina de Nord în grupuri și șiruri, preponderent în pădurile de conifere și cele mixte pe lângă brazi, molizi și pini, printre mușchi și iarbă, cu predilecție în regiuni calcaroase. Se dezvoltă de la câmpie la munte din (iulie) august până în noiembrie (decembrie).

## Taxonomie

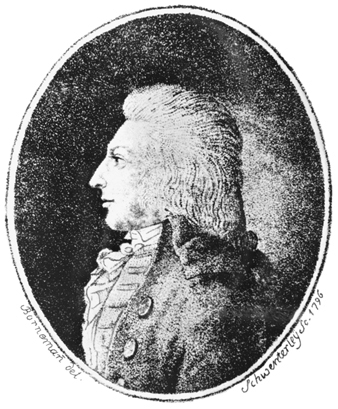
C. H. Persoon

Numele binomial Agaricus carcharias a fost determinat drepte de renumitul micolog bur Christian Hendrik Persoon în volumul 1 al jurnalului botanic Neues Magazin für die Botanik din 1794.
Apoi, în 1879, micologul finlandez Petter Adolf Karsten a transferat specia la genul Lepiota sub păstrarea epitetului, de verificat în volumul 32 al jurnalului biologic Bidrag till Kännedom av Finlands Natur och Folk, un taxon care se găsește în cărți micologice mai vechi.
Dar numele valabil până în prezent (2021) este Cystoderma carcharias, propus de micologul elvețian Victor Fayod (1860-1900) în seria 7 al jurnalului botanic Annales des Sciences Naturelles Botanique din 1889.
Toate celelalte denumiri, inclusiv diferitele forme și variații sunt acceptate sinonim.
Epitetul specific este derivat din cuvântul de limba greacă veche (greacă veche καρχαρός=marcat, zimțat, tăios), datorita probabil structurii a marginii pălăriei.

## Descriere

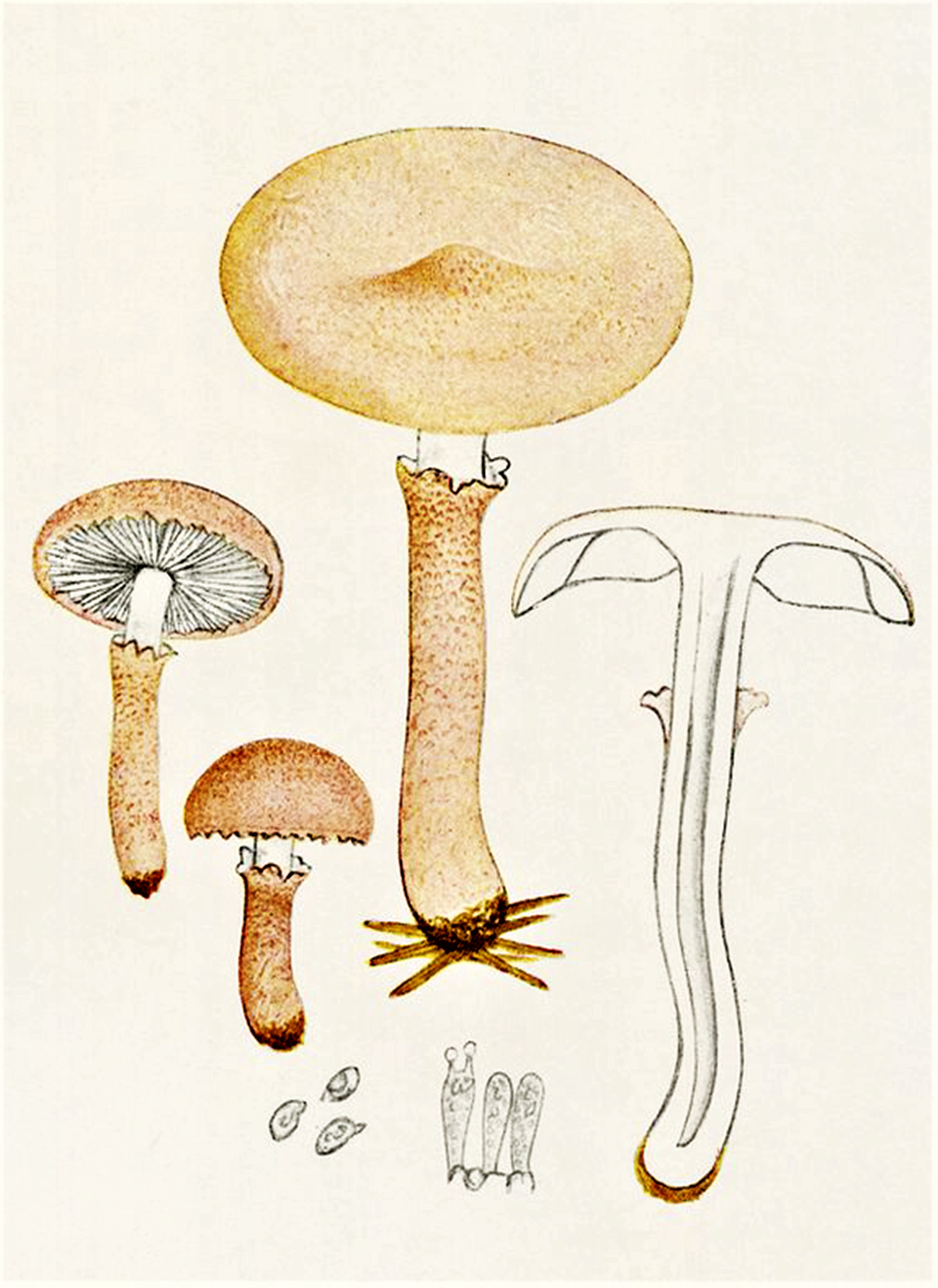
Bres.: Lepiota carcharias

- Pălăria: are un diametru de 2,5-5 (7) cm, este destul de cărnoasă și fragilă, la început conică, apoi arcuită până aplatizată cu o cocoașă turtită centrală. În tinerețe, marginea nestriată este răsfrântă în jos și puternic pâslos-fibros franjurată alb, datorită resturilor vălului parțial, devenind mai târziu ascuțită. Suprafața pălăriei este mată, fin granulară până făinoasă și nu rar golașă la bătrânețe. Coloritul variază între alb murdar, gri roz, deschis brun-roșiatic până la ocru-maroniu, fiind în centru adesea mai închis. Trebuie menționat că există o variație complet albă, descrisă originar de Elias Magnus Fries în 1838 drept Agaricus carcharias var. alba,[9] astăzi Cystoderma carcharias f. album conform Alexander Hanchett Smith și Rolf Singer (1945).[10]
- Lamelele: inițial albicioase, apoi alb-gălbuie până mai mult sau mai puțin carnee (sau complet albe, vezi mai sus), arcuite, nu prea subțiri și destul de distanțate, cu lameluțe intercalate de lungime diferită, uneori chiar și bifurcate, sunt aderate la picior sau scurt decurente cu un dinte în lungul piciorului, muchiile fiind ondulate și slab crestate. În tinerețe, spațiul între pălărie și picior este acoperit de un văl parțial fin alb.
- Piciorul: dezvoltă o lungime de 4-7 (8) cm cu un diametru de 0,4-0,8 cm, este ceva fibros și fragil, cilindric, spre bază adesea îngroșat și mai întâi plin, apoi gol pe dinăuntru. Prezintă un inel albicios, durabil, pielos, ascendent în formă de pâlnie orânduit în prima treime a tijei. Deasupra lui este neted și albicios până deschis crem, iar dedesubt solzos până flocos și de aceiași culoare sau gri-roz.
- Carnea: destul de moale, în picior mai fermă, este albicioasă, mirosul fiind respingator, puțin gazos, ca de paie veche, praf de șură sau pământ umed, iar gustul blând, dar dezgustător.[3][4]
- Caracteristici microscopice: sporii ovoidali, netezi și apiculati spre un capăt, sunt amilozi (ce înseamnă colorabilitatea structurilor tisulare folosind reactivi de iod), hialini, (translucizi) cu una sau mai multe picături uleioase în interior, având o mărime de 4-5 x 3-4 microni. Amprenta lor este albă. Basidiile clavate poartă câte 2-4 sterigme fiecare și măsoară 25-27 x 5-6 microni. Nu prezintă nici cheilocistide (elemente sterile situate pe muchia lamelor) nici pleurocistide (elemente sterile situate în himenul de pe fețele lamelor).[11]
- Reacții chimice: nu sunt cunoscute.[12][13]

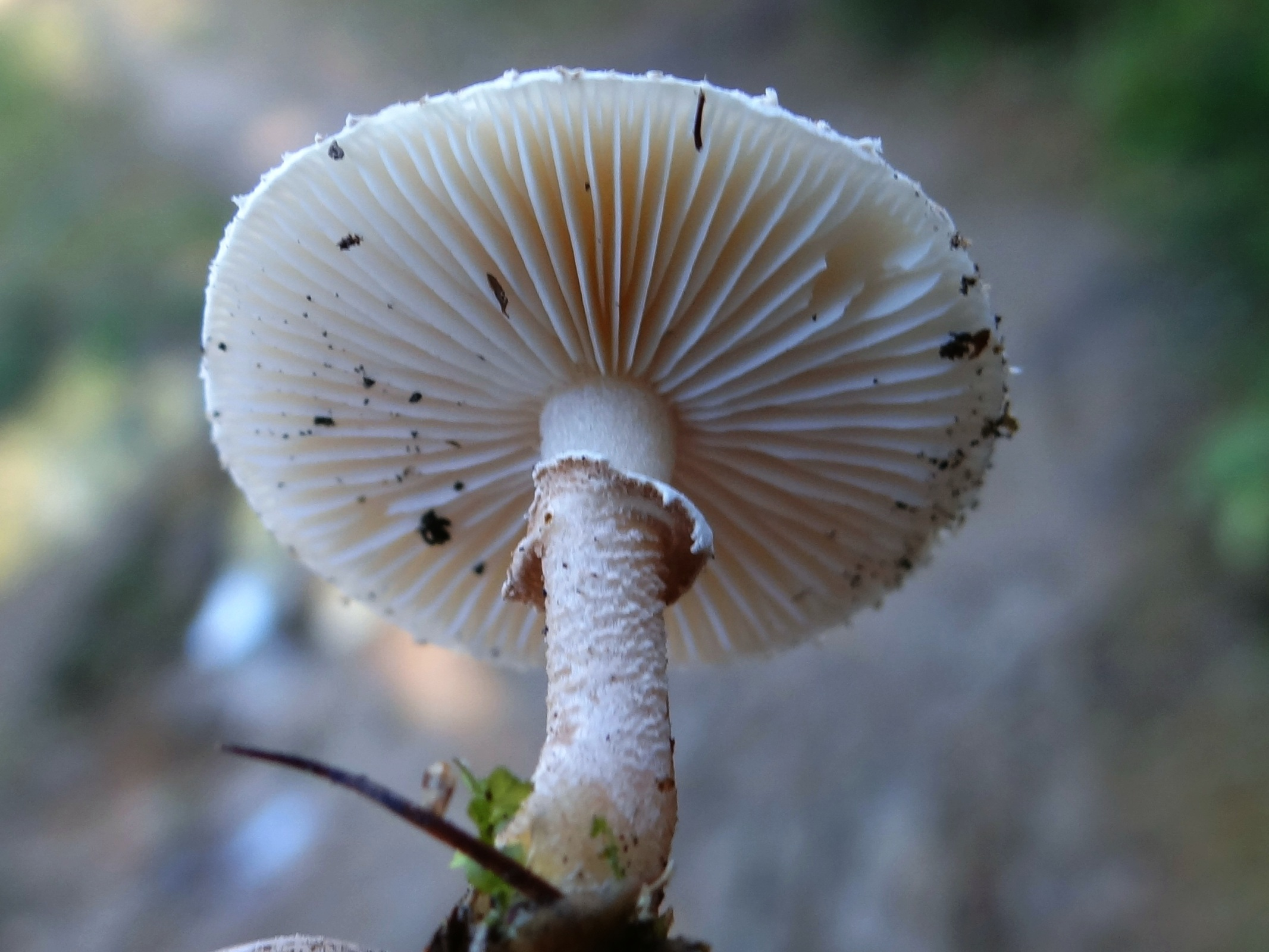
C. carcharias, lamele, inel și picior din apropiere
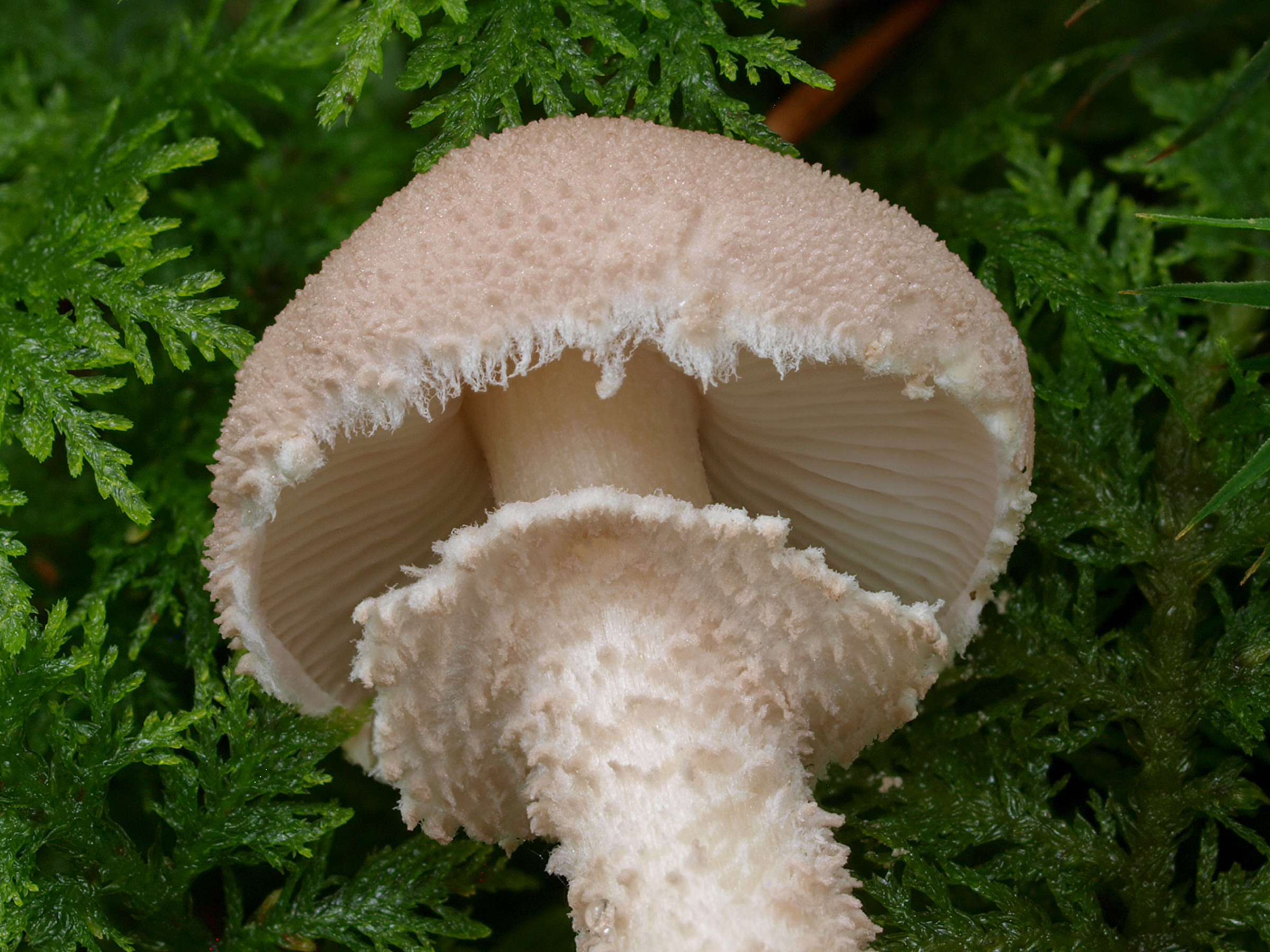
C. carcharias tânăr: lamele, inel și picior
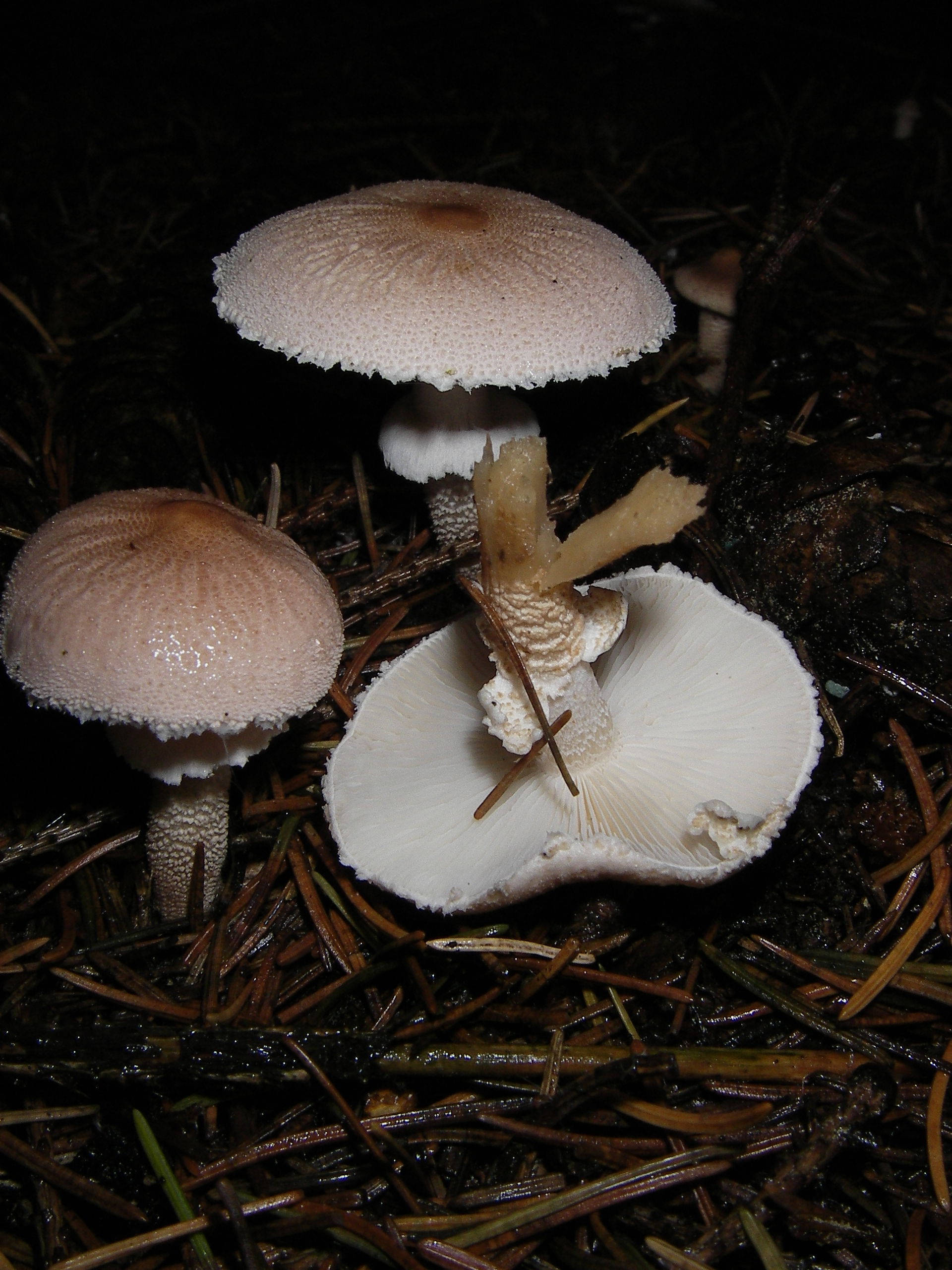
C. carcharias mature: pălărie, lamele și picior
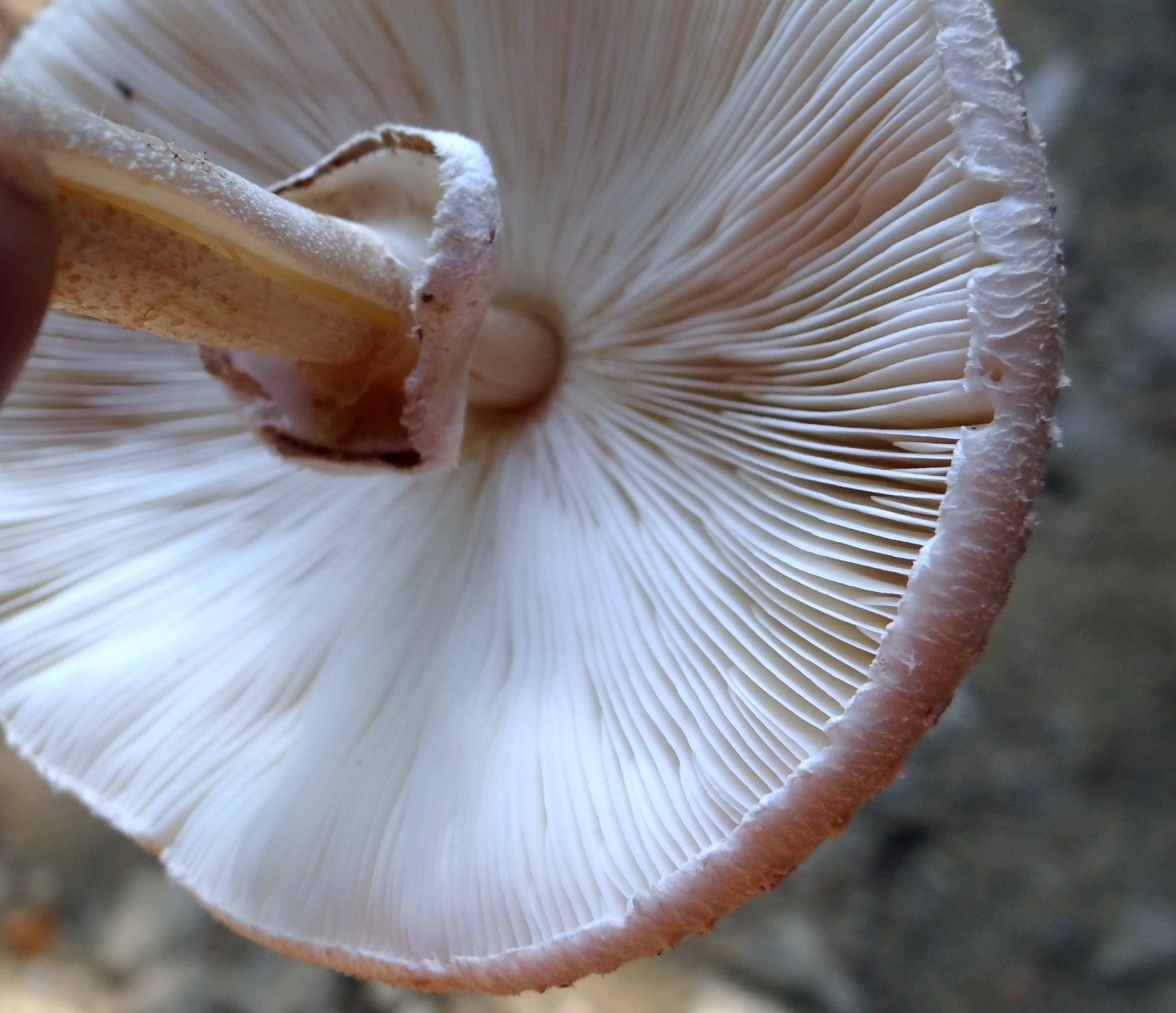
C. carcharias bătrân: pălărie,lamele, inel și picior
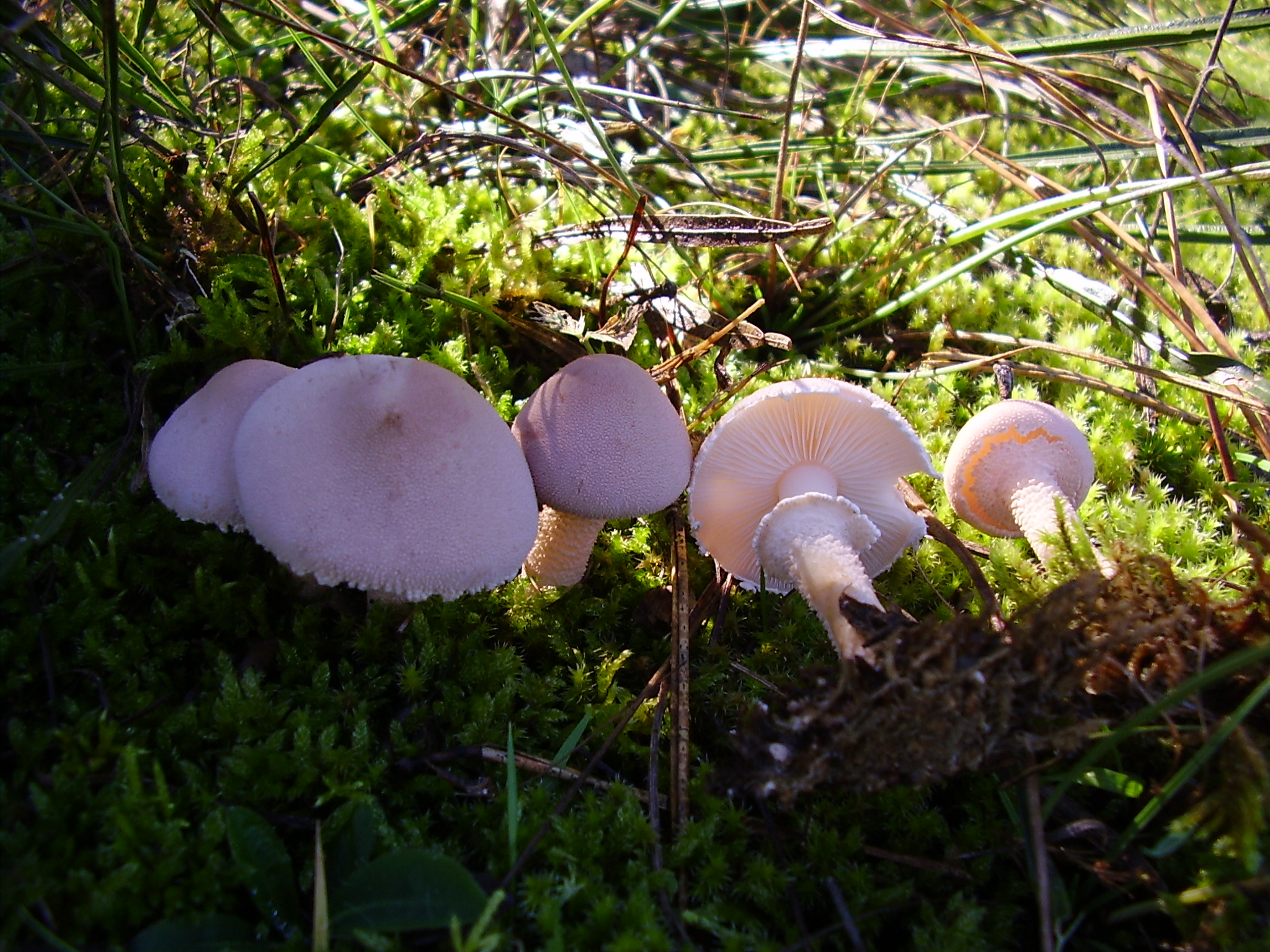
C. carcharias, grup

## Confuzii
Cystoderma carcharias poate fi confundată de exemplu cu Cystodermella ambrosii (comestibilă, fără miros) + imagini, Cystoderma amianthinum (necomestibil), Cystoderma fallax  (comestibil), Cystodermella granulosa (necomestibilă), Cystoderma jasonis (comestibil), Cystodermella cinnabarina (comestibilă), Lepiota castanea, Lepiota boudieri (otrăvitoare), Lepiota clypeolaria (otrăvitoare), Lepiota helveola (letală), Lepiota subalba (letală) sau Leucoagaricus sericifer (letal).

## Specii asemănătoare în imagini

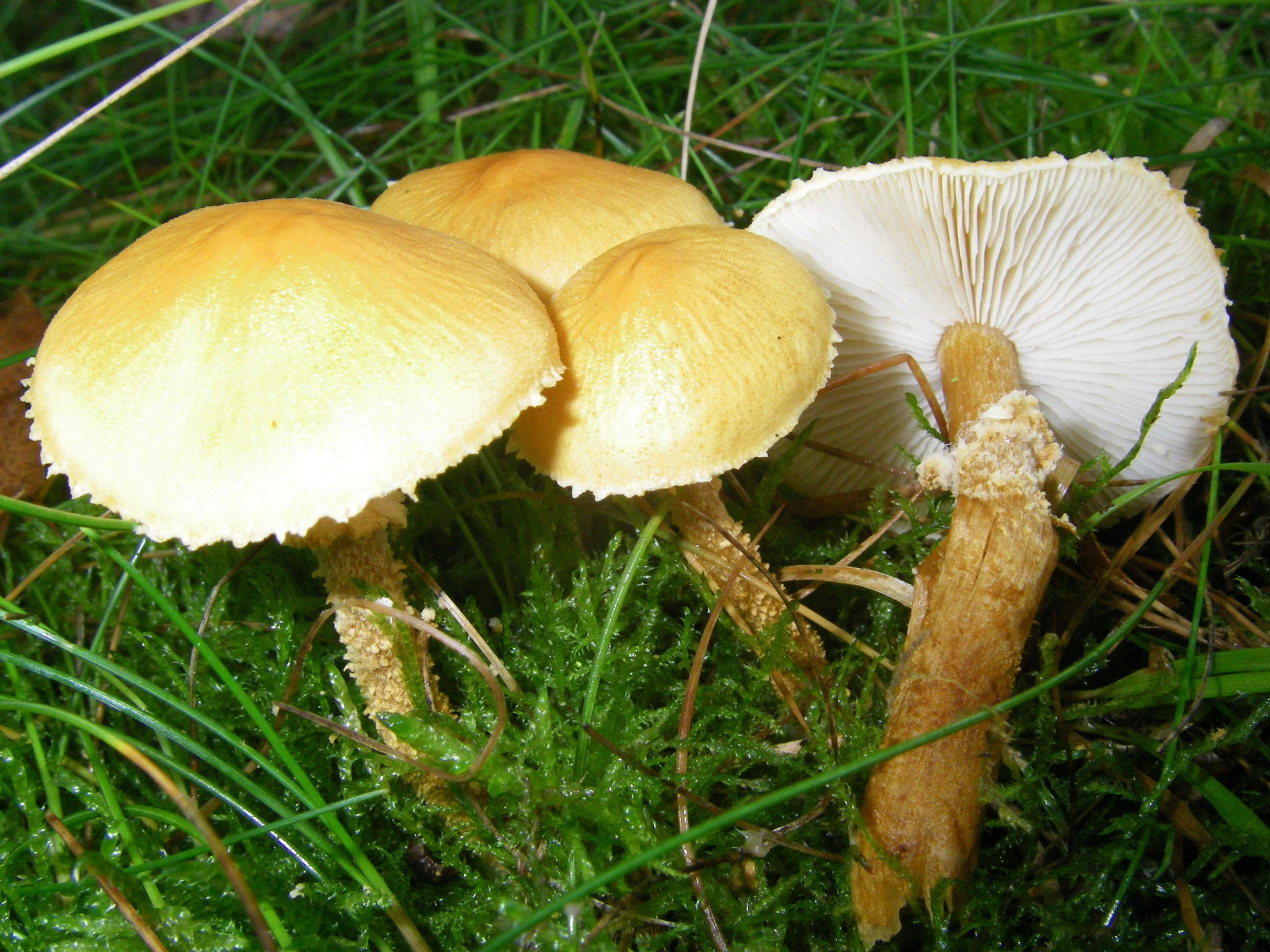
Cystoderma amianthinum
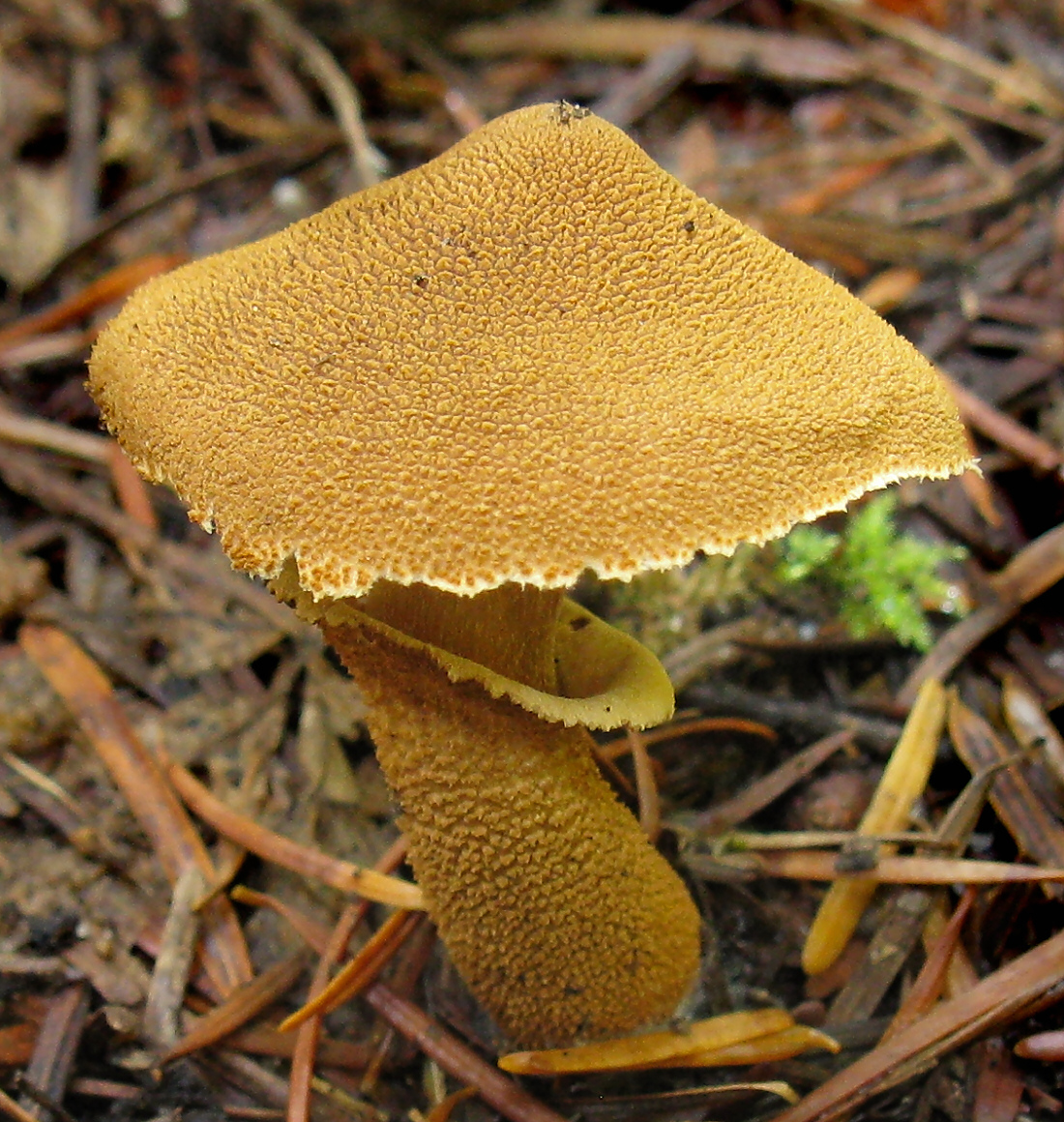
Cystoderma fallax
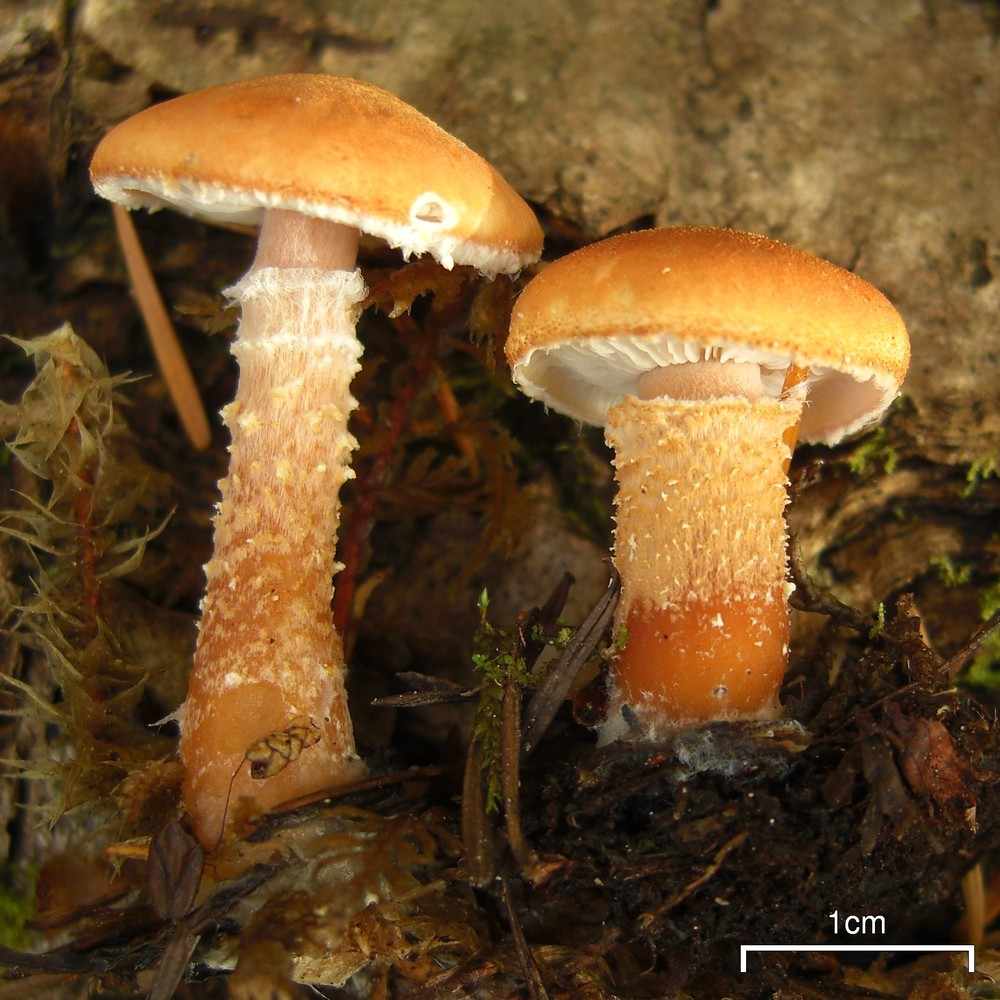
!Cystoderma granulosa!
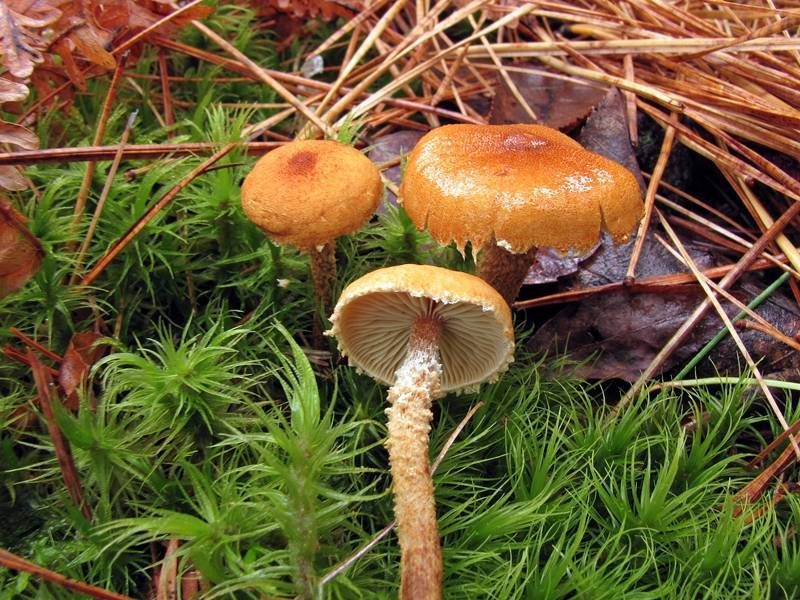
Cystoderma jasonis
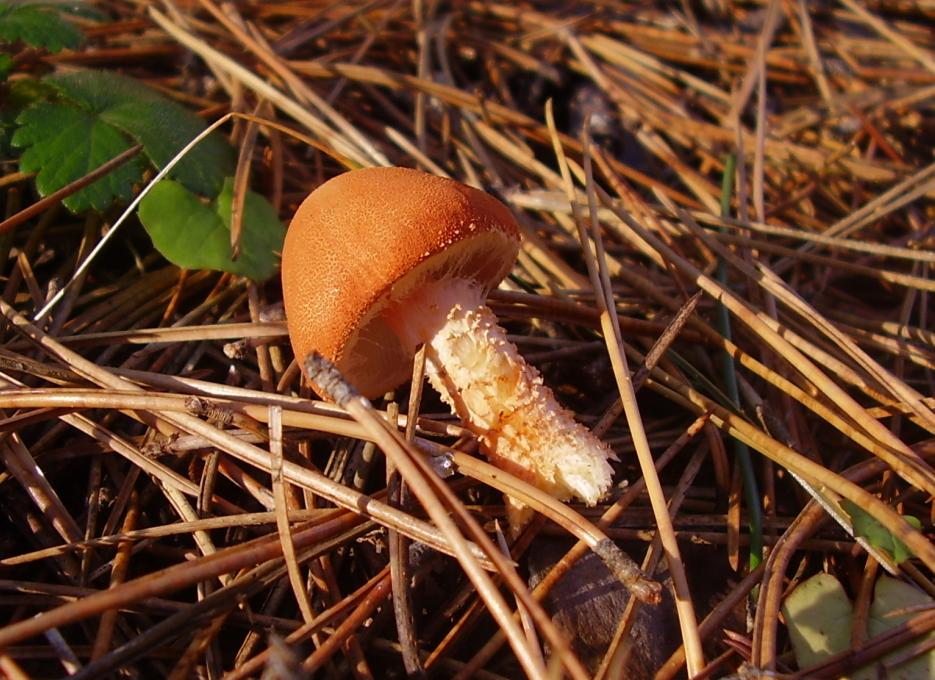
Cystodermella cinnabarina
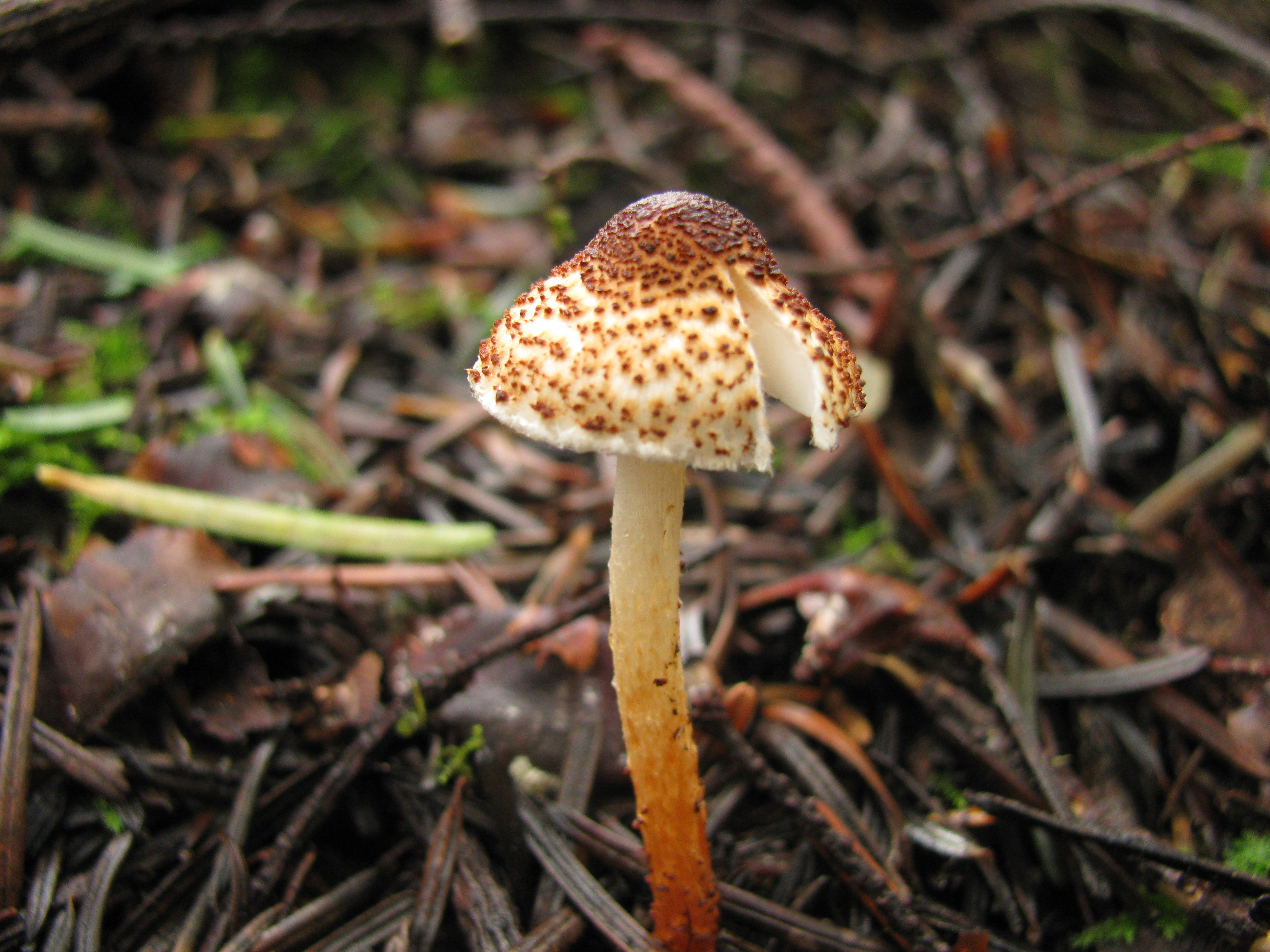
!!Lepiota castanea!!

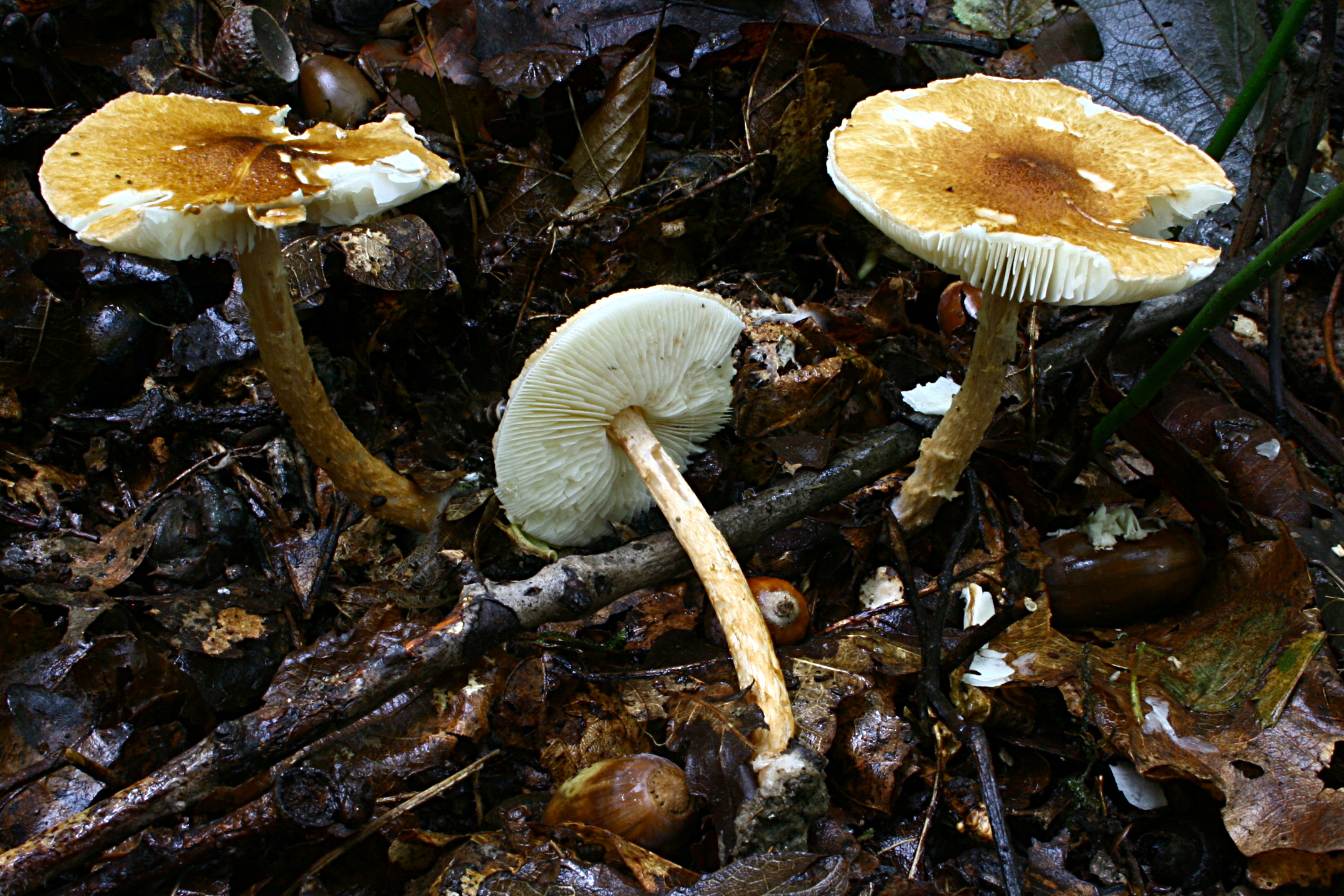
!!Lepiota boudieri!!
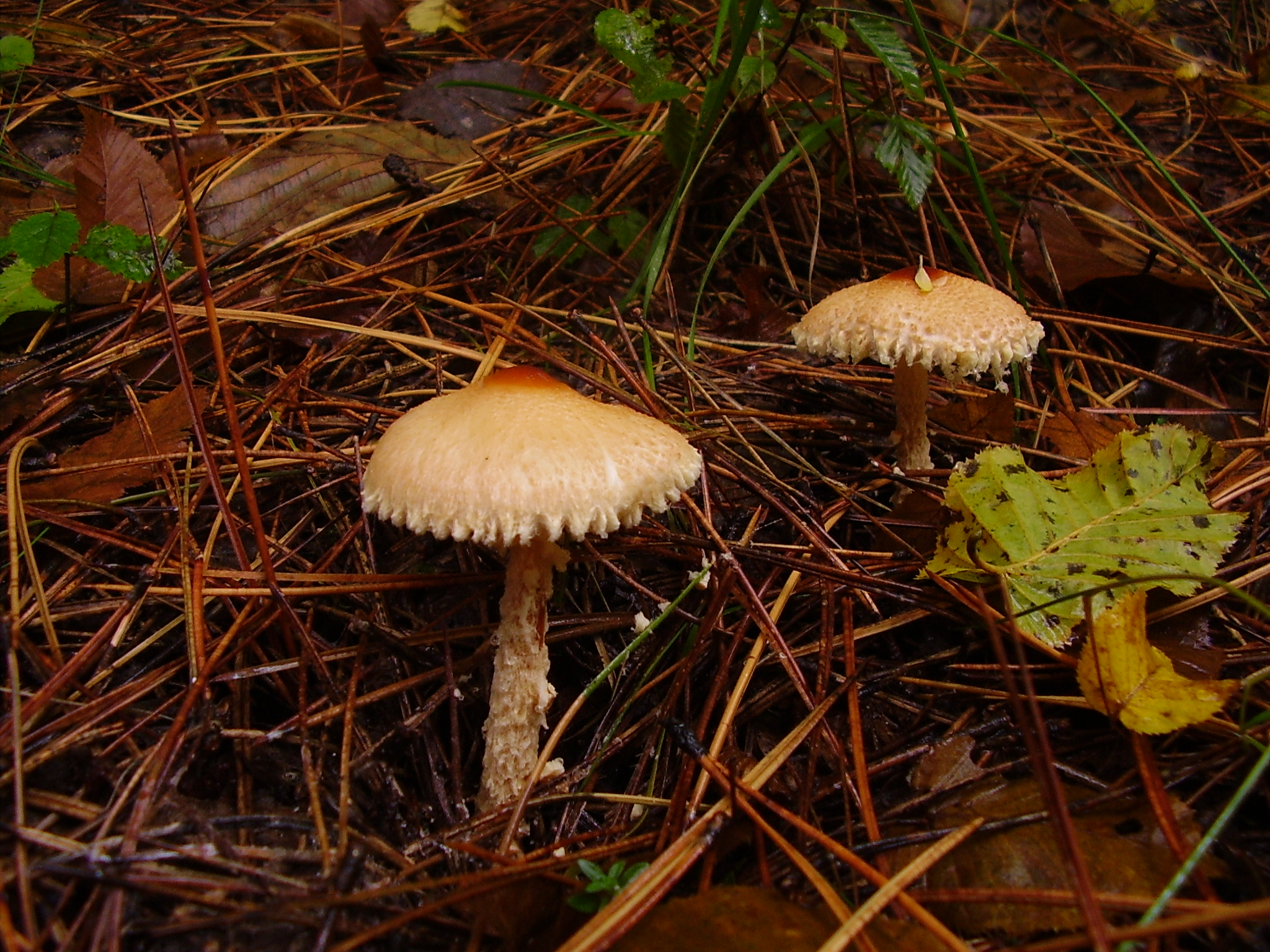
!!Lepiota clypeolaria!!
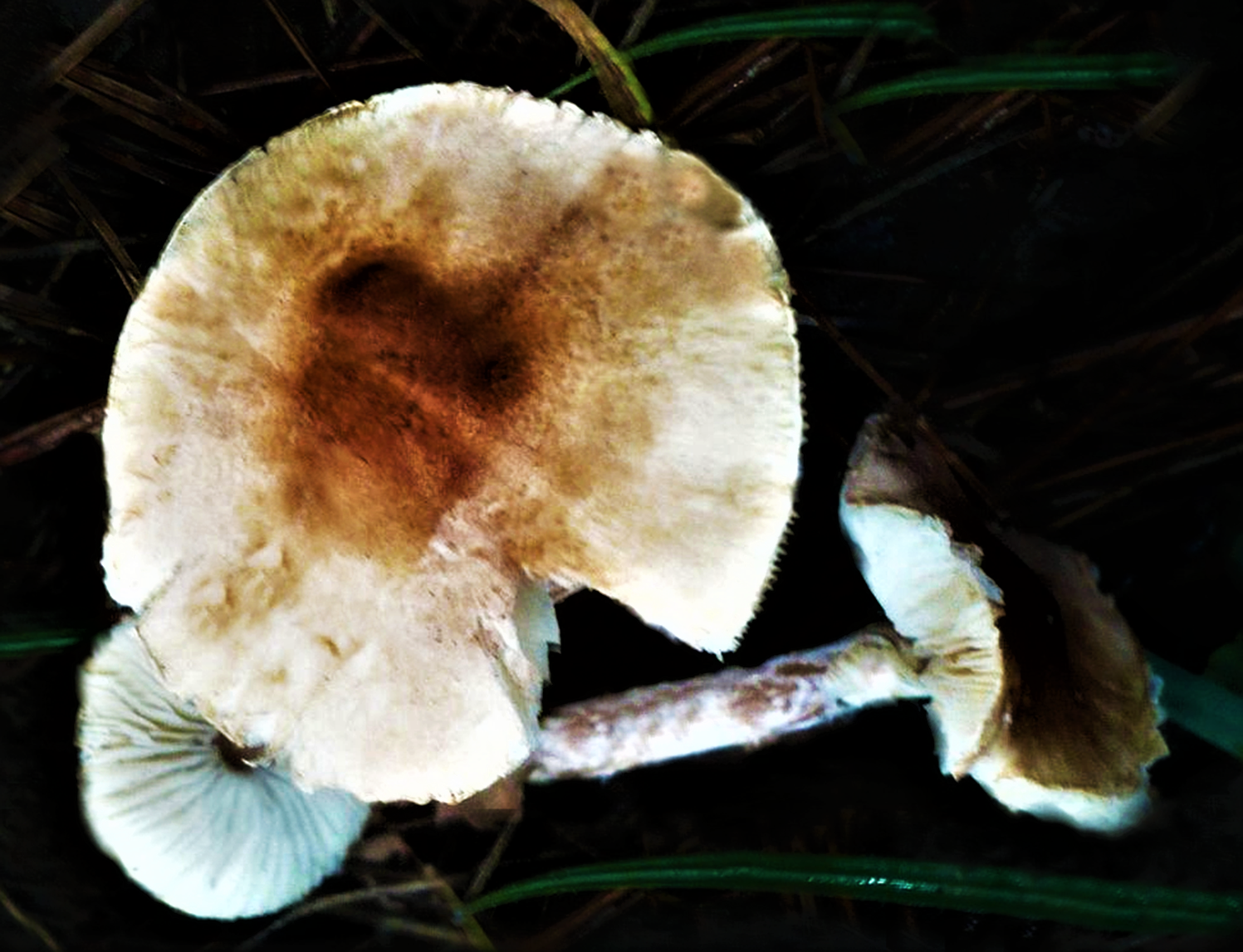
!!!Lepiota subalba!!!
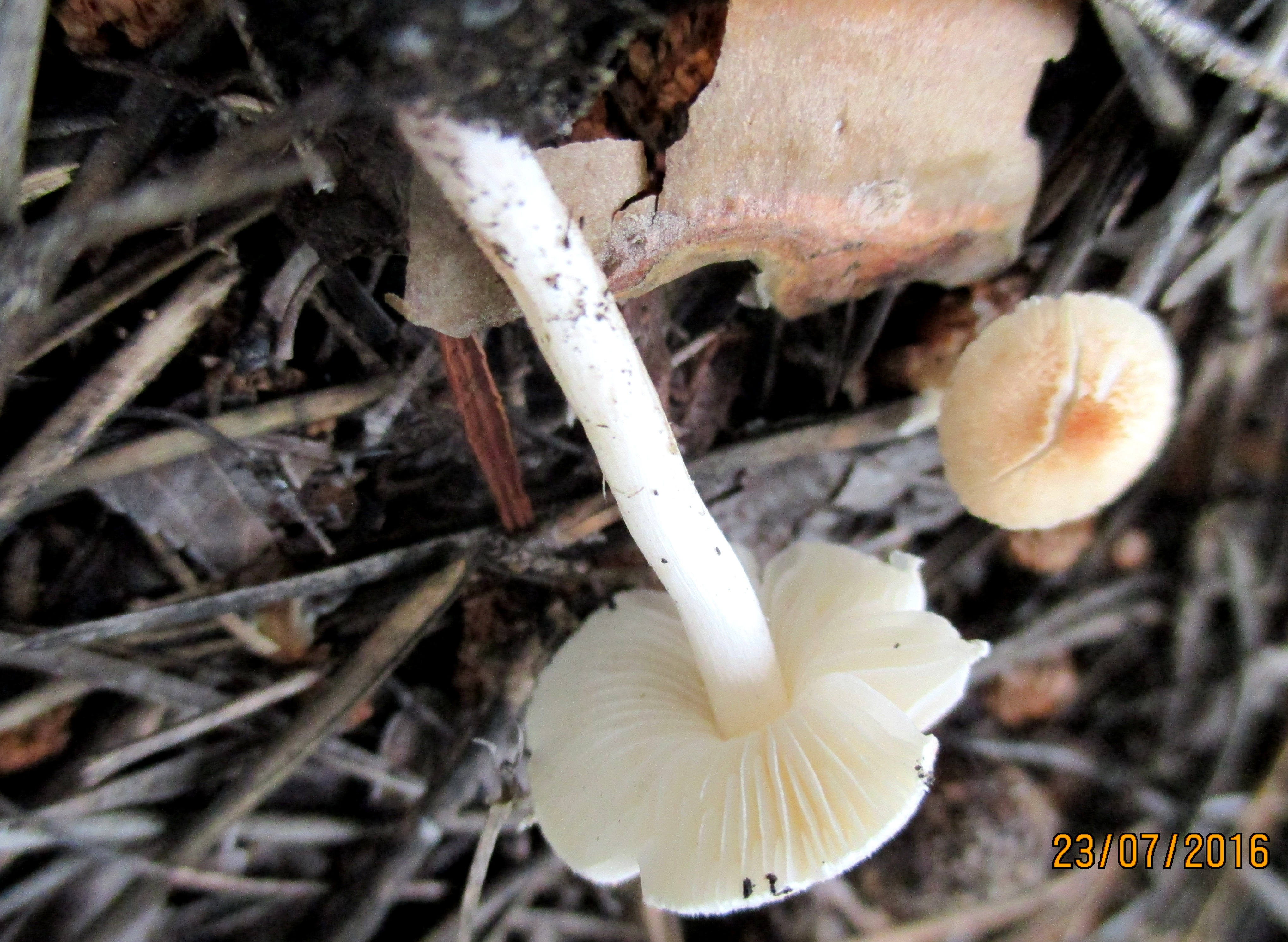
!!!Lepiota subalba!!!
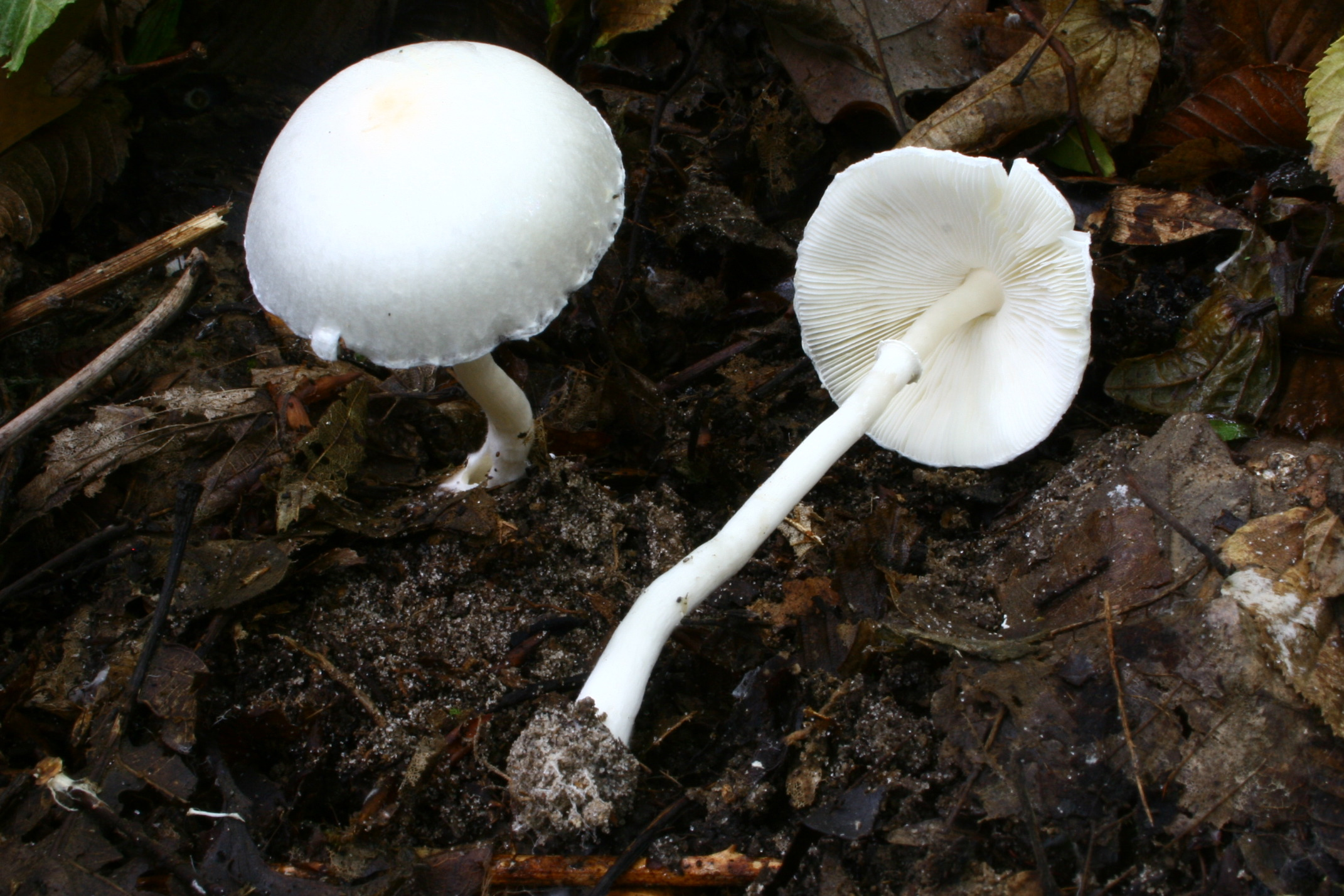
!!!Leucoagaricus sericifer!!!

## Valorificare
Parasoli granulari mici de genul Cystoderma sunt în general comestibili, dar inferiori în miros și gust. Dar specia aici descrisă cu un miros și un gust clar dezgustător, mult mai insistent decât la Cystoderma amianthinum, nu se potrivește pentru consum. Mai departe, ciuperca nu ar fi suportată bine mâncată în cantități mai mari. În plus, unele specii foarte asemănătoare au un efect  hemolitic în stare nefiartă, iar altele sunt otrăvitoare, chiar letale. De aceea, nu se recomandă culesul sau chiar ingerarea acestui burete. 